# Fudbalski Klub Ljuboten
Il Fudbalski Klub Ljuboten (in mac. Фудбалски Клуб Љуботен), meglio noto come Ljuboten, è una società calcistica macedone, con sede a Tetovo. Il club è la più antica società calcistica della Macedonia del Nord e per tale motivo è membro del Club of Pioneers, associazione che accoglie le squadre più antiche di ogni nazione.

## Storia
Il club venne fondato il 28 marzo 1919, risultando così il club più antico della Macedonia del Nord, e prende il nome dall'omonima vetta dei monti Šar. Diversamente dalle altre squadre concittadine, il Ljuboten ha sin dalla sua fondazione sostenitori di entrambe le etnie maggioritarie di Tetovo (albanesi e macedoni).
Nel 1945 il club cambiò nome in FK Shar Tetovo, riassumendo però la denominazione originale l'anno seguente.
Nelle stagioni 1946-1947, 1952 e 1952-1953 gioca nel girone macedone della serie cadetta jugoslava.
Relegato nelle serie inferiori durante il periodo jugoslavo, il club ottenne l'accesso alla massima serie macedone grazie alla vittoria della Vtora Liga 1992-1993. Nella stagione d'esordio in massima serie il FK Ljuboten ottenne il quinto posto finale, il miglior piazzamento in campionato mai ottenuto nella storia del club. 
La stagione seguente fu chiusa invece al tredicesimo posto, mentre la Prva Liga 1995-1996 si concluse con la retrocessione in cadetteria a causa del quindicesimo ed ultimo posto ottenuto.
Dopo un anno tra i cadetti, il Ljuboten retrocede ancora in terza serie. Dal 1997 in poi il club disputa campionati tra la terza e quarta serie macedone. Nel 2011 entra in una crisi finanziaria che ne mette a rischio l'esistenza. Nell'ottobre 2013 il club viene escluso dalla terza divisione macedone per aver schierato due giocatori non in regola.
Nel marzo 2019, in occasione del centenario della società, il Ljuboten entra a far parte del Club of Pioneers, associazione che accoglie le più antiche società di ogni nazione.

## Palmarès

### Competizioni nazionali
- Vtora makedonska fudbalska liga: 1

1992-1993
- Treta makedonska fudbalska liga: 1

2007-2008

### Altri piazzamenti
- 2. Savezna liga:

Terzo posto: 1946-1947 (girone macedone), 1952 (girone macedone)
- Treta makedonska fudbalska liga:

Secondo posto: 2010-2011
Terzo posto: 2011-2012